# Die Nacht so groß wie wir
Die Nacht so groß wie wir ist ein Coming-of-age-Roman der Jugendliteratur von Sarah Jäger, der 2021 im Rowohlt Verlag erschienen ist und für den Deutschen Jugendliteraturpreis 2022 nominiert wurde.
Der Roman erzählt die Geschichte aus der Perspektive von fünf Freunden am Tag ihres Abiturballs: In der Angst, nach dem Abschluss der Schule ihre Freunde zu verlieren, versuchen sie mit allen Mitteln ihre Freundschaft zu retten.

## Handlung
Die fünf Schüler sind über die Jahre von Unbekannten zu besten Schulfreunden geworden. Jeden Tag verbringen sie ihre Zeit am hintersten Tisch in der Penne, einer Kneipe nahe der Schule. Als Pavlow, Suse, Maja und Tolga ihr Abiturzeugnis abholen und Bo, der nicht bestanden hat, sie dabei unterstützt, ist die Nacht noch jung. Die Gruppe steht jetzt vor dem Erwachsensein. Somit kommt Pavlow auf die Idee, aus dieser letzten Nacht eine Initiation zum Erwachsensein zu machen und behauptet: «Das ist die Nacht, in der wir sterben müssen. Vom Ungeheuer verschlungen und dann wiedergeboren.» (Seite 21) Zusammen gehen die fünf als Erstes zum Haus von Pavlows Vater, wo Pavlow mit ihrer Unterstützung seine Wut auf den Vater rauslässt und die Wohnung verwüstet. Sie klauen das Auto von Pavlows Vater und fahren zum Friedhof, wo sie das Grab von Suses Vater besuchen. In Folge entschließen sie sich, in der Gegenwart zu leben und nicht mehr in der Vergangenheit. Die Fahrt geht weiter zur Turnhalle der Schule, in der die Abschlussfeier stattfindet. Allerdings steigen nur drei der fünf aus. Bo und Maja bleiben im Auto und fahren ein paar Runden um den Stadtring, bis Pavlows Vater sie erwischt. Sie bleiben alleine und gestrandet in der Stadt zurück. Maja erzählt Bo zum ersten Mal, dass sie die Abstimmung zur Abschlussfeier gefälscht hat und Bo erzählt immer mehr über ein namenloses „Du“. Schließlich beenden die zwei ihren Nachtlauf in einem Restaurant, in dem sie sich zum ersten Mal küssen. In der Zwischenzeit feiern Tolga, Suse und Pavlow in der Turnhalle und treffen dabei auf verschiedene Schulfreunde, wobei die Spannungen zwischen Suse und Pavlow zunehmen. Im Verlaufe des Abends kommen auch Maja und Bo zur Turnhalle und gehen zusammen mit den anderen in den Geräteraum. Hier erreicht die Handlung ihren Höhepunkt. Es werden alle mit ihren Geheimnissen konfrontiert, nämlich Maja mit der gefälschten Abstimmung, Tolga, der oft schweigt und in seiner eigenen Welt bleibt, mit seinen Gedanken und Bo mit dem wahrhaftigen Grund für sein Scheitern am Abitur. Tolga wird von Pavlow gezwungen, zum Podium zu gehen und ins Mikrofon seine Meinung über die Schule und die Mitschüler zu äußern, sonst deckt Pavlow die Wahrheit über die Abstimmung vor der ganzen Schule auf. Dies bringt alle fünf nach aus dem Geräteraum, allerdings traut sich Tolga nicht und steht wortlos vor dem Mikrofon. Bo verlässt die Turnhalle und legt sich neben einer Klassenkameradin hin, wobei er auflöst, dass er an einem Hirnaneurysma leidet. Danach betreten Suse und Pavlow wieder den Geräteraum, wo sie zuerst versuchen, ihre Probleme auszudiskutieren. Langsam kommt ihr Pavlow dabei immer näher und plötzlich versucht er Suse zu belästigen. Ironischerweise befreit sie sich aus der Situation mit einer Mobiltelefonapp, welche Pavlow für sie heruntergeladen hatte, und sie tritt ihm auch noch das Knie zwischen die Beine, bevor sie verschwindet. Maja und Tolga besuchen zum Schluss eine alte Waldhütte, welche die zwei am Anfang ihrer Freundschaft als „Notausgang“ selbst gebaut hatten. Hier verlieren sie sich ein letztes Mal in der Vergangenheit und verfestigen ihre Freundschaft. Zu guter Letzt sitzen Maja, Suse und Bo nostalgisch vor der Penne und verdauen alles von der letzten Nacht, bis sie hineingelassen werden und vor ihnen alle Tische und Stühle frei zur Verfügung stehen.

## Sprache und Stil

### Erzählform und Erzählverhalten
Im Roman wird von der Perspektive aller fünf Protagonisten erzählt. Die Erzählperspektive einer anderen Hauptfigur weist auf ein neues Kapitel hin. Jede Perspektive verwendet den Ich-Erzähler. Die erzählte Perspektive besteht mehrheitlich aus äußeren Handlungen, aber das Erzählte gibt auch einen Einblick in die Gedanken und Gefühle der Protagonisten. Auf Seite 116 gibt es einen kurzen Unterbruch, in dem ganz kurze Monologe von drei Hauptfiguren dargestellt werden, und auf Seite 117 findet ein direkter Dialog zwischen allen Hauptfiguren und einer Nebenfigur statt. Danach verläuft die Struktur des Romans weiter bis Seite 118. Danach wird aus der Ich-Perspektive von drei Figuren gleichzeitig erzählt, was auch das Ende des Romans darstellt. Die Protagonisten selbst geben Informationen über sich preis, doch sie geben dem Leser auch Informationen über die anderen Protagonisten.

#### Maja
Majas Erzählweise ist sehr beschreibend und es wird stark auf Details geachtet wie: «seine graue Kapuzenjacke …» (S. 7). Ihre Gedankengänge haben eine normale Satzstruktur wie «Vielleicht hat sie das getan, weil sie gerade den Abstand zwischen uns braucht.» (S. 135). Manchmal benutzt sie japanische Sprichwörter, welche sie in ihrem Japanischkurs erlernt hat.

#### Suse
Auffällig an Suses Sprachstil ist, dass sie, wenn sie über andere Personen redet, immer ein Adjektiv für sie hat, wie zum Beispiel «die wummrige Dara» (S. 64) oder «fusselige Anna» (S. 145). Die Adjektive sind immer dabei, wenn andere Personen erwähnt werden, außer sie redet über einen ihrer fünf Freunde oder «Nastja». Die anderen Personen benutzen die Adjektive ebenfalls, doch bei Suse ist es besonders auffällig, da sie ohne Zweifel immer dabei sind. Ansonsten ist ihr Sprachstil dem von Maja ähnlich.

#### Pavlow
In seinen Gedankengängen und Sprachgebrauch kann man die Jugendsprache wiederfinden. Beispielsweise beschreibt er Sekt als «süße Pisse» (S. 84) oder benutzt Ausdrücke wie: «Vielleicht vögeln sie gerade auf der Rückbank» (S. 89).

#### Tolga
Aus Tolgas Perspektive wird nicht erzählt. Das einzige Mal wird von seiner Perspektive auf Seite 152 geschrieben, wo einfach nur ein Bindestrich steht. Man erfährt durch die anderen Personen Informationen über Tolga, doch über seine Gedanken und Gefühle erfahren wir wenig.

#### Bo
Bos Gedankengänge bestehen aus kurzen und knappen Sätzen wie: «Aber was soll das immer. Mit der Moral. Ein schwarzer BH im Geräteraum.» (S. 129). Die stockenden Gedankengänge können mit seiner Krankheit Aneurysma in Verbindung gebracht werden. Wenn aus seiner Perspektive erzählt wird, handelt es sich überwiegend um Monologe. Er sagt weniger im Vergleich zu den anderen Personen.

### Darbietungsform
Das Gesagte wird überwiegend in direkter Rede wie: «Gehen wir raus zur schrulligen Katta.» (Seite 89) wiedergegeben. Oft wird erzählt, was die Protagonisten genau in dem Moment denken wie: «Alles ist weich, meine Gedanken und seine Haut. Und mein Mund und seine Lippen. Dinge sind einfach mit Bo. Sie bedeuten etwas, aber sie bedeuten nicht zu viel.» (Seite 96).

### Chronologie
Die lineare Struktur des Romans wird immer wieder durch Rückblenden unterbrochen. Die Rückblenden erkennt man an der kursiven Schrift. Die erzählte Zeit des Romans ist ungefähr ein Tag mit besonderem Fokus auf den Abend und die Nacht. Die Rückblenden sind wichtig, um die Gegenwart besser zu verstehen, zum Beispiel die genauen Beziehungen zwischen den fünf Freund/-innen. Dieselben Handlungen werden manchmal von verschiedenen Perspektiven erzählt, weshalb man an manchen Stellen auch in der Zeit stehen bleibt. Die Handlungsorte können zwischen den Kapiteln wechseln, aber in darauffolgenden Kapiteln kann man wieder zu demselben Handlungsort zurückkehren, ohne in der Zeit fortgeschritten zu sein bzw. kann man Zeitsprünge in die nahe Zukunft oder Vergangenheit machen, da zwischen den Perspektiven immer abgewechselt wird.

## Rezeption
Das Buch wurde in den Medien allgemein sehr gut aufgenommen.
Das Werk wurde von der Kritikerjury für den Deutschen Jugendliteraturpreis 2022 in der Sparte Jugendbuch nominiert. In der Jurybegründung heißt es: „Von Beginn an mitreißend, entfaltet Jäger einen großen Spannungsbogen mit unvorhersehbaren Entwicklungen. Mittels temporeicher Dialoge, Situationskomik und Wortwitz, bisweilen auch in melancholischer Sprache, lässt sie uns teilhaben an diesem entscheidenden Moment des Übergangs. Erneut beweist sich Sarah Jäger als eine genaue Beobachterin, der die jungen Erwachsenen sehr nahe sind.“
Die FAZ schreibt: „Poesie, Träume und Traumata vereinen sich in Sarah Jägers im Perspektivwechsel der Freunde klug komponiertem Jugendbuch. Einfühlsam fängt sie den juvenilen Gefühlshaushalt zwischen Übermut, Ohnmacht und Gestaltungswille ein.“
Von Deutschlandfunk Kultur wurde Jäger außerdem für ihre Empathie gelobt.

## Ausgaben
- Sarah Jäger: Die Nacht so groß wie wir. Rowohlt Taschenbuch Verlag, Hamburg 2021, ISBN 978-3-499-00574-9 (192 Seiten)